# 上原雅文
上原 雅文（うえはら まさふみ、1958年 - ）は、日本の倫理学者。専門は倫理学、日本倫理思想史。

## 来歴
1958年鳥取県生まれ。1986年茨城大学人文学部人文学科哲学専攻、1999年東京大学人文社会系基礎文化研究専攻倫理学専門分野、東亜大学人間科学部教授を経て、現在は神奈川大学国際日本学部日本文化学科教授。神奈川大学人文学会所属。

## 主な研究
- 最澄の「山家学生式」における倫理思想 − 自己救済と他者救済の関係論[3]
- 日本における神仏関係思想をめぐる倫理学的基礎研究 - 神・仏概念の原理的解明
- 2014年から神奈川大学人文学会の共同研究グループ『自然観の東西比較』で活動。

日本で長い歴史の中で展開してきた自然観を「自然」「超越観念」「人間」という三項の体系の中で哲学としてとらえなおす研究をしている。
論文(上原雅文 2016)で、『日本書紀』『風土記』などの文献に光る神、邪神（あしきかみ）、荒ぶる神などの自然への畏怖の対象となる神が登場すると指摘し、岩・草木のわき上がるような（「彿騰わきあがる」）威力を持った存在の様態が「神」「邪神」と表現され、意味づけを逸脱した不可思議な「もの」の様態が「神」と捉えられており（古語「もののけ」の「もの」に近い）、人々は意味づけられた自然物の背後に意味づけ以前の「もの」を想定し、それを「神」と名付けたのであろうと推察している。

## 主な著書
- 『最澄再考 - 日本仏教の光源』（ぺりかん社）2004.10

## 論文
- 「日本の自然観の変遷（その一） - 原初神道における -」（神奈川大学人文学会論文）